# NGC 4214
NGC 4214 es una galaxia irregular y una galaxia de wolf rayet en la constelación de Canes Venatici visible con telescopios de aficionado, y situada a una distancia de entre 2,7 y 2,94 megaparsecs (alrededor de 9,5 millones de años luz) de la Vía Láctea.
Es algo mayor y más luminosa que la Pequeña Nube de Magallanes, y al igual que NGC 4449 se trata de una galaxia de brote estelar, hallándose las dos mayores regiones de formación estelar en el centro galáctico: NGC 4214-II (con una edad menor de 3 millones de años y que contiene varios cúmulos y asociaciones estelares, algunas de buen tamaño), y NGC 4214-I (más vieja, pero con un super cúmulo estelar rico en estrellas Wolf-Rayet —lo que explica que esta galaxia sea también considerada una galaxia de Wolf-Rayet— y una gran asociación estelar).
Además de NGC 4214-I, NGC 4214 contiene al menos otra pareja de super cúmulos estelares, ambos con una edad de 200 millones de años y masas respectivas de 2,6*105 y 1,5*106 masas solares
NGC 4214 pertenece al grupo de M94. 